# Општина Сачел (Харгита)
Сачел (рум. Săcel) општина је у Румунији у округу Харгита.
Oпштина се налази на надморској висини од 484 m.